# Tatiana Loor
Tatiana Katherine Loor Hidalgo (sinh ngày 18 tháng 6 năm 1991) là một thí sinh của cuộc thi sắc đẹp Ecuador được trao vương miện Hoa hậu Quốc tế Ecuador 2012. Cô cũng đại diện cho đất nước của mình tham gia cuộc thi Hoa hậu Quốc tế 2012 và Hoa hậu Lục địa Mỹ 2012.

## Cuộc sống cá nhân
Sinh ra ở Santo Domingo de los Colorados. Loor có thể sử dụng nhiều thứ tiếng như tiếng Tây Ban Nha, tiếng Ý và tiếng Anh. Sở thích của cô là đọc và nấu ăn và cô hiện đang là sinh viên ngành Quản trị tại Universidad Tecnológica Equinoccial.

## Hoa hậu Ecuador 2012
Tatiana cao 1,73 m (5 ft 8 in), tham gia thi đấu với tư cách là đại diện của Santo Domingo, là một trong 18 thí sinh tham gia cuộc thi sắc đẹp quốc gia của cô, Hoa hậu Ecuador 2012. Sự kiện này được phát sóng trực tiếp vào ngày 16 tháng 3 năm 2012 từ La Libertad và cô trở thành người chiến thắng, nhận được danh hiệu Hoa hậu Quốc tế Ecuador, giành quyền đại diện cho quốc gia tham gia tranh tài tại cuộc thi Hoa hậu Quốc tế 2012.

## Hoa hậu Lục địa Châu Mỹ 2012
Loor cạnh tranh với tư cách là đại diện Ecuador tại cuộc thi Hoa hậu Lục địa Châu Mỹ 2012 vào ngày 29 tháng 9 năm 2012 được tổ chức tại Guayaquil, Ecuador. Cô được bổ nhiệm bởi tổ chức Hoa hậu Ecuador do người chiến thắng ban đầu là Carolina Aguirre không thể tham gia thi đấu do sự trùng lắp về thời gian với sự kiện Hoa hậu Hoàn vũ 2012.tr